# Panagia Theotokos (Galata)

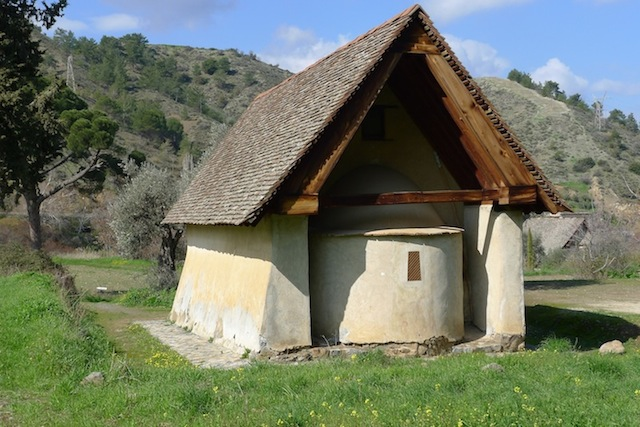
Panagia Theotokos, Rückansicht

Panagia Theotokos (griechisch Παναγία Θεοτόκος ‚Allerheiligste Gottesgebärerin‘), auch Ekklisia Theotokou (griechisch Εκκλησία Θεοτόκου ‚Kirche der Gottesgebärerin‘) oder Ekklisia tou Archangelou Michail  (griechisch Εκκλησία του Αρχάγγελου Μιχαήλ ‚Kirche des Erzengels Michael‘) genannt, ist ein Kirchengebäude der zyprisch-orthodoxen Kirche auf Zypern. Die Kirche wurde 1985 von der UNESCO als Teil der Weltkulturerbestätte Bemalte Kirchen im Gebiet von Troodos in das UNESCO-Welterbe aufgenommen.

## Beschreibung
Die Muttergottes- oder Erzengelkirche ist eine der vier mit Fresken ausgemalten Kirchen in Galata und der näheren Umgebung. Sie gehört zu den Scheunendachkirchen im Troodos-Gebirge und ist Maria, der Mutter Jesu, als Gottesgebärerin und dem Erzengel Michael geweiht. Sie liegt Knapp 100 m östlich der größeren Kirche Panagia Eleousa tis Podithou, die in demselben Teilgebiet der Welterbestätte enthalten ist.
Über dem Nordeingang haben sich die Stifter in einer Deësis darstellen lassen. Jesus thront, seine Mutter und Johannes den Täufer zu seinen Seiten. Die Inschrift lautet: „Diese ehrwürdige Kirche der Jungfrau und Gottesmutter Maria wurde mit einer Stiftung von Herrn Stephanos Zacharias und seiner Frau Luisa errichtet. Betet für sie. Amen. Und sie wurde ausgemalt auf Kosten von Polos Zacharias und seiner Frau Madelena und ihrer Kinder. Betet für sie im Namen des Herrn. Das Gemälde wurde am 17. Januar 1514 von Symeon Axentis vollendet.“ Polos, schwarzgekleidet, wohl ein Sohn des Stephanos, hält ein Kirchenmodell in der Hand. Vor ihm kniet sein Sohn. Auf der anderen Seite des Familienwappens knien die weiblichen Familienmitglieder, Madelena und drei Töchter. Madelena hält einen Rosenkranz, vielleicht zur Erinnerung an ihre römisch-katholische Herkunft. Die älteste Tochter ganz rechts trägt ein griechisch geschriebenes Buch in der Hand. „Die Stifterportraits mit ihrer fein gezeichneten Kleidung bezeugen, dass Axentis ein Meister war, der auch nach der Natur arbeiten konnte – obwohl die byzantinische Malerei im Prinzip strengen, jahrhundertealten Regeln folgte, die wenig Raum für Innovation ließen.“ Im Weihnachtsbild ist der kahlköpfige Hirte vor Josef in ein dickes Schafsfell gekleidet.

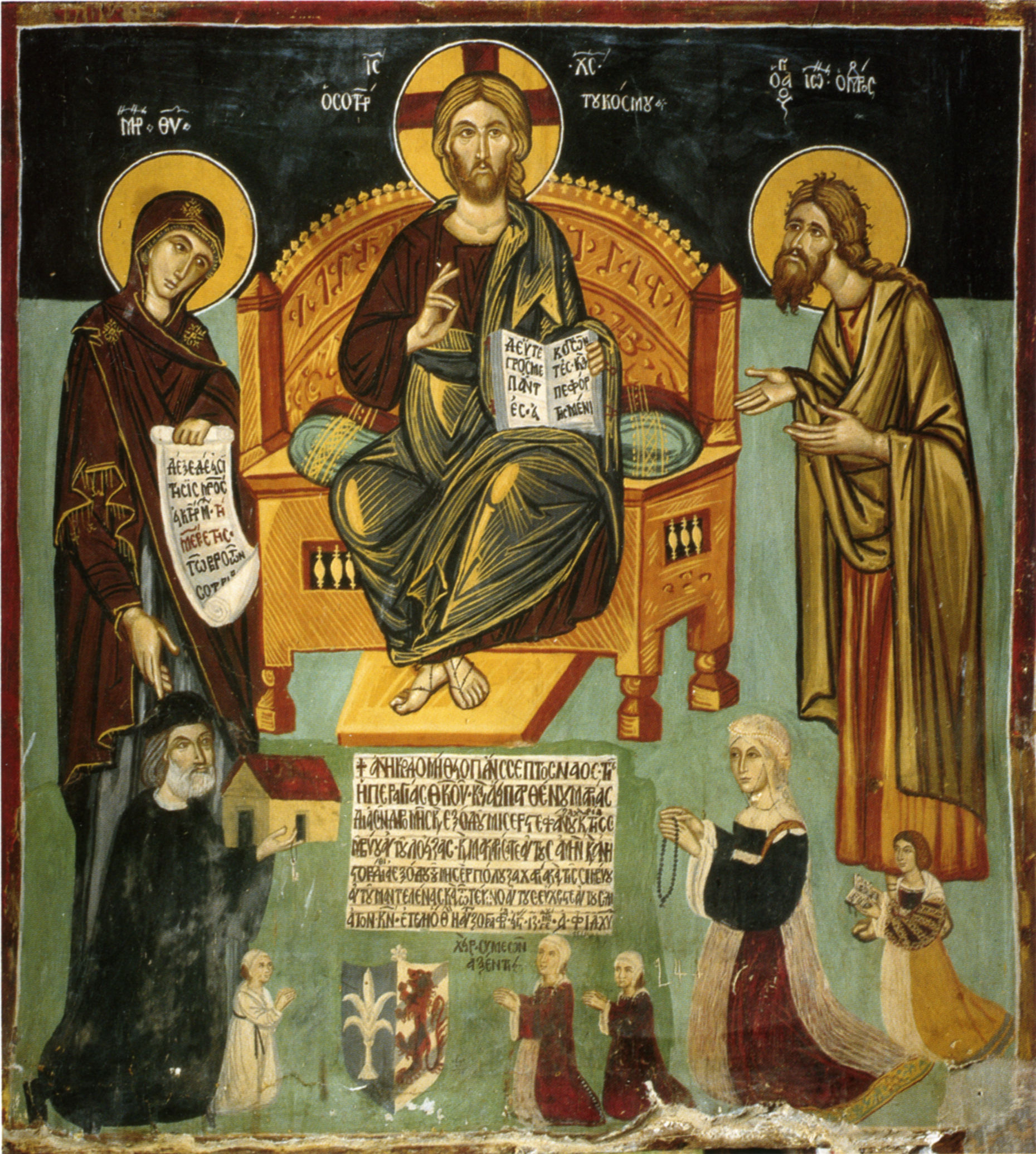
Deësis und Stifter
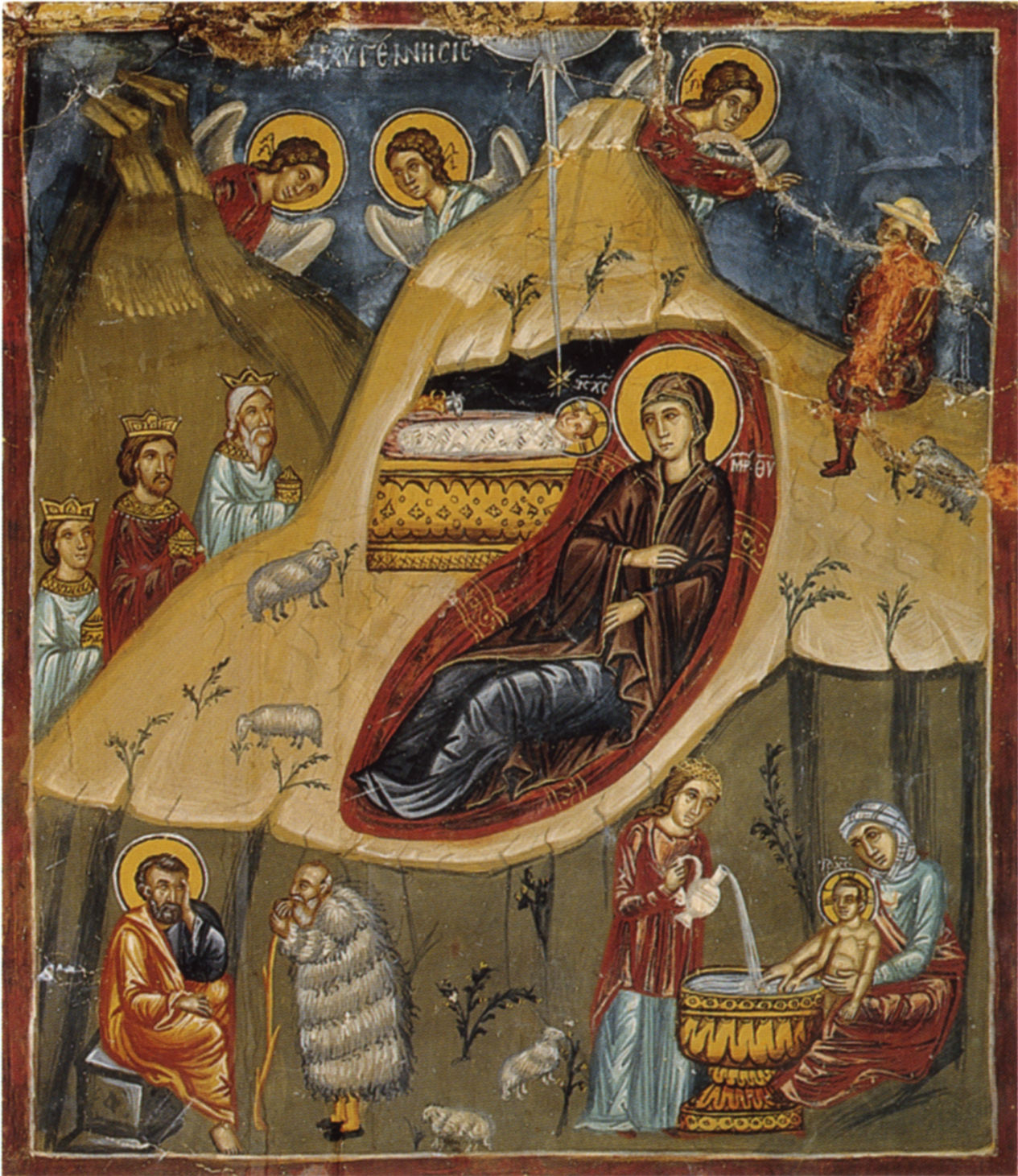
Geburt Jesu
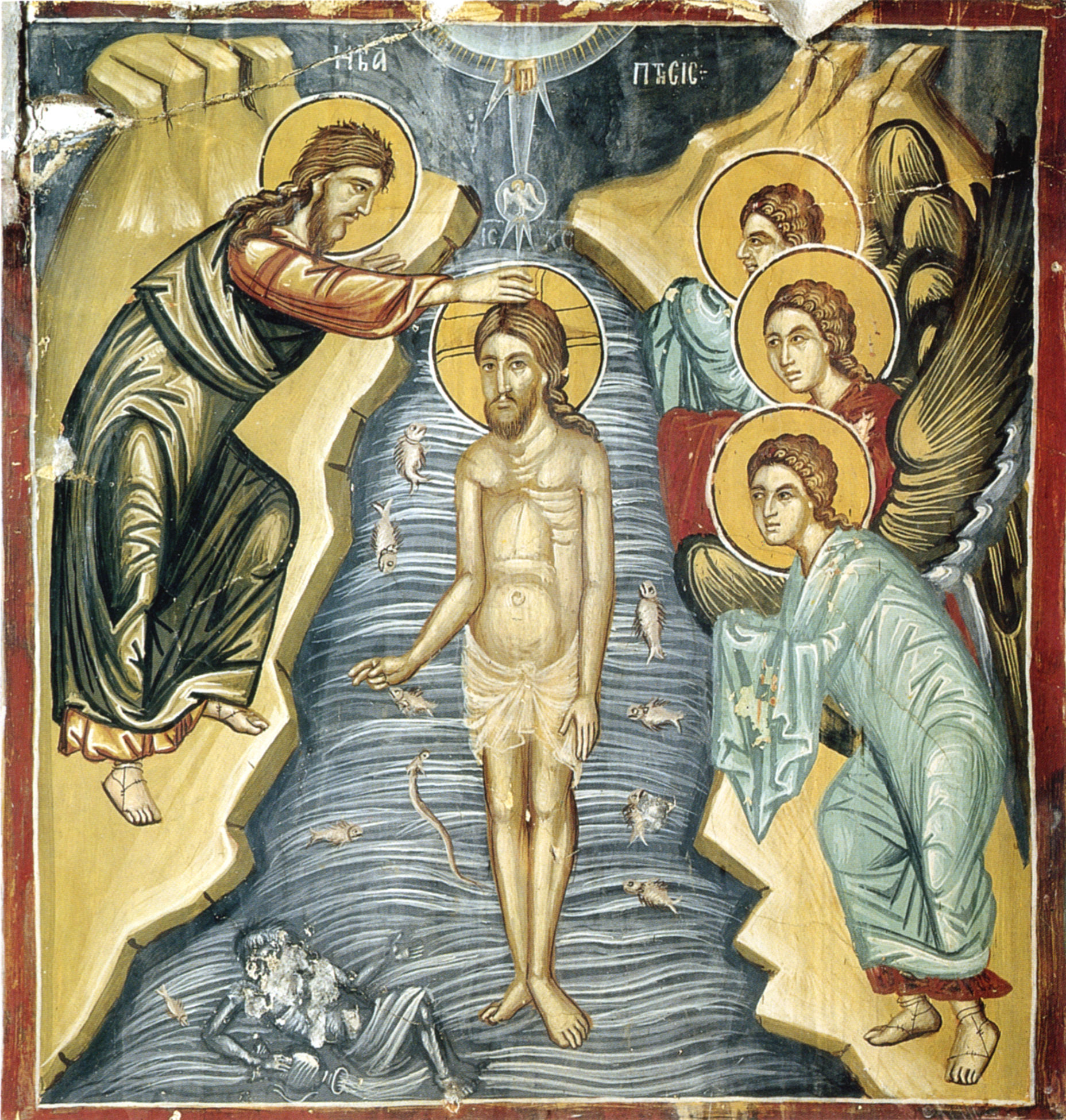
Taufe Jesu